# Отакэ, Томиэ
Томиэ Отакэ (яп. 大竹 富江 О:такэ Томиэ, урожд. Накакубо (яп. 中久保); 21 ноября 1913 — 12 февраля 2015) — японская и бразильская художница. Её работы включают картины, гравюры и скульптуры.  Была одним из ведущих представителей неформального абстракционизма в Бразилии.

## Биография
В 1936 году, в возрасте 23-х лет, Отакэ отправилась в Бразилию, чтобы навестить брата, но не смогла вернуться в Японию из-за начала Второй мировой войны.  Она поселилась в Сан-Паулу с мужем. Начала рисовать в 1951 году, после посещения мастерской художника Кэйсукэ Сугано.
Первую выставку провела в 1957 году в Национальной школе искусств, а в 1961 году приняла участие в биеннале в Сан-Паулу.  В 1972 году участвовала в Венецианской биеннале, в секции гравюр, а в 1978 году в Токийском биеннале. Создала десятки скульптур с конца восьмидесятых; её работы были показаны в нескольких городах Бразилии, но преимущественно в штате Сан-Паулу.
В 1988 году Отакэ была награждена орденом Риу-Бранку за скульптуру, посвященную 80-летию японской иммиграции в Сан-Паулу, а в 2006 году она была награждена орденом Культурных заслуг.
Её сыновья, Руй Отакэ и Рикардо Отакэ, стали архитекторами.
Умерла 12 февраля 2015 года в возрасте 101 года.

## Персональные выставки[10]
| Дата | Выставка                  | Место |
| ---- | ------------------------- | --- |
| 1957 |                           | Музей современного искусства (MAM), Сан-Паулу |
| 1959 |                           | Галерея искусств в Сан-Паулу |
| 1961 |                           | Музей современного искусства (MAM), Сан-Паулу |
| 1964 |                           | Галерея Сан-Луис, Сан-Паулу |
| 1965 |                           | Галерея де Ипанема, Рио-де-Жанейро |
| 1968 |                           | Galeria Cosme Velho, Сан-Паулу |
| 1969 |                           | Ассоциация музеев искусств, Сан-Паулу |
| 1970 |                           | Галерея Аки, Сан-Паулу |
| 1971 |                           | Galeria Mainline, Бразилиа |
| 1972 |                           | Galeria Cosme Velho, Сан-Паулу |
| 1974 |                           | Galeria de Arte Global, Сан-Паулу |
| 1976 |                           | Граффити Галерея де Арте, Рио-де-Жанейро |
| 1979 |                           | Галерея Грифо, Сан-Паулу |
| 1983 |                           | Mônica Filgueiras Galeria de Arte, Сан-Паулу; Galeria Tina Presser, Порт-Алегри; ACAP, Каса да Альфандега, Флорианополис; Simões de Assis Galeria de Arte, Куритиба; Гесто Графико, Белу-Оризонти; Espaço Capital Arte Contemporânea, Бразилиа; Escritório de Arte da Bahia, Сальвадор; Artespaço, Ресифи; Galeria de Arte Ignez Fiuza, Форталеза; Galeria GB, Рио-де-Жанейро |
| 1983 |                           | Музей современного искусства (MAM), Сан-Паулу |
| 1983 |                           | Цезарь Парк Отель, Форталеза; Salão Negro do Senado Federal, Бразилиа |
| 1983 | Томи Отаке: Ретроспектива | Музей искусств Сан-Паулу (MASP), Сан-Паулу |
| 1984 |                           | Paulo Figueiredo Galeria de Arte, Бразилиа |
| 1985 |                           | Габинете де Арте Ракель Арно, Сан-Паулу |
| 1987 |                           | Galeria Thomas Cohn Arte Современное искусство, Рио-де-Жанейро |
| 1987 |                           | Mônica Filgueiras Galeria de Arte, Сан-Паулу; Croqui Galeria de Arte, Кампинас; Музей Рибейран-Прету, Рибейран-Прету; Galeria GB, Рио-де-Жанейро; Espaço Capital Arte Contemporânea, Бразилиа; Pinacoteca Galeria de Arte, Гояния; Simões de Assis Galeria de Arte, Куритиба; Escritório de Arte da Bahia, Сальвадор; Гесто Графико де Арте, Белу-Оризонти; Каса да Альфандега, Флорианополис; Galeria Ignez Fiuza, Форталеза; Цезарь Парк Отель, Форталеза; Galeria Tina Zappoli, Порту-Алегри; Galeria Tina Presser, Порту-Алегри; Artespaço Galeria de Arte, Ресифи |
| 1991 |                           | Габинете де Арте Ракель Арно, Сан-Паулу |

## Галерея

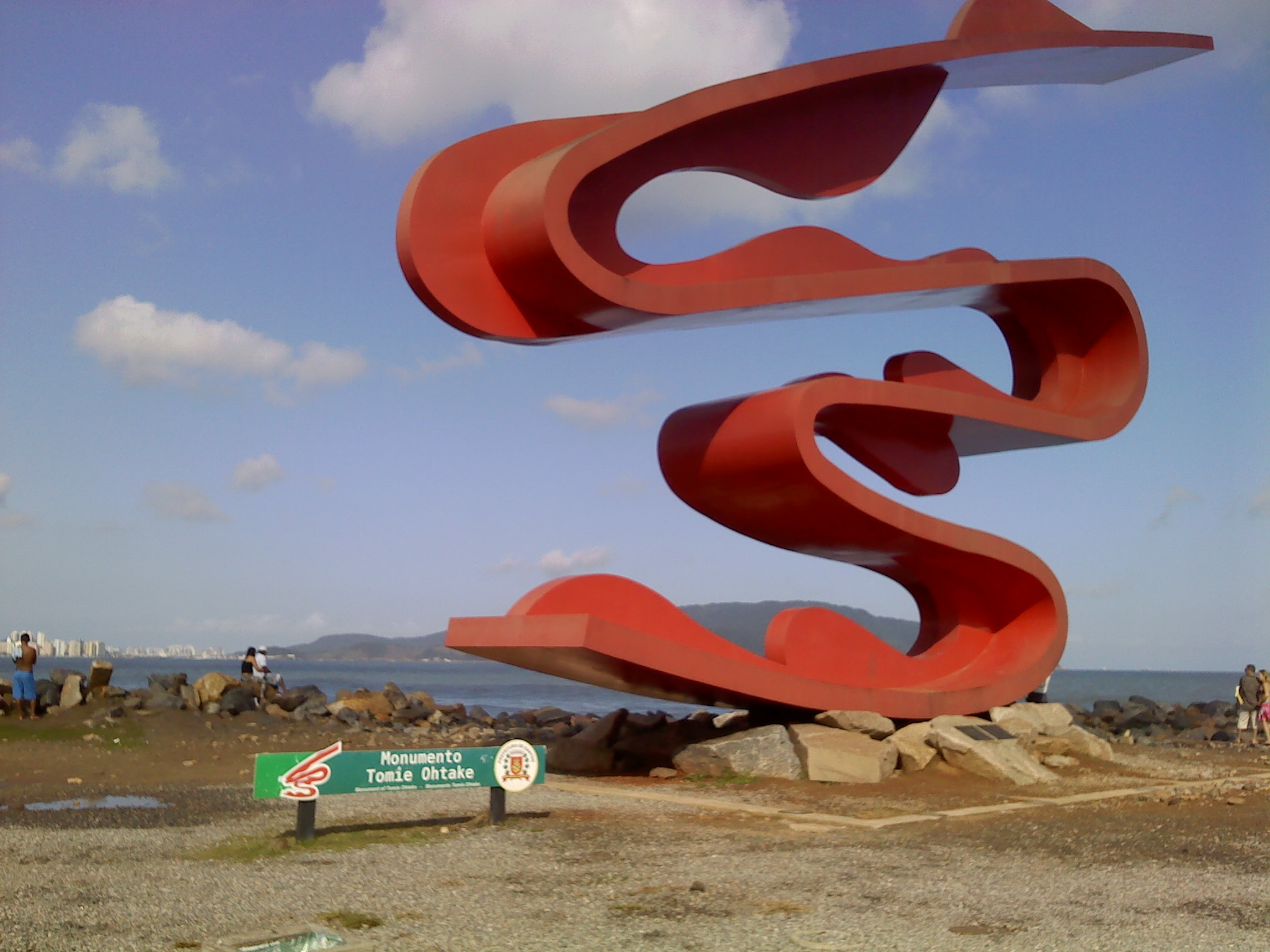
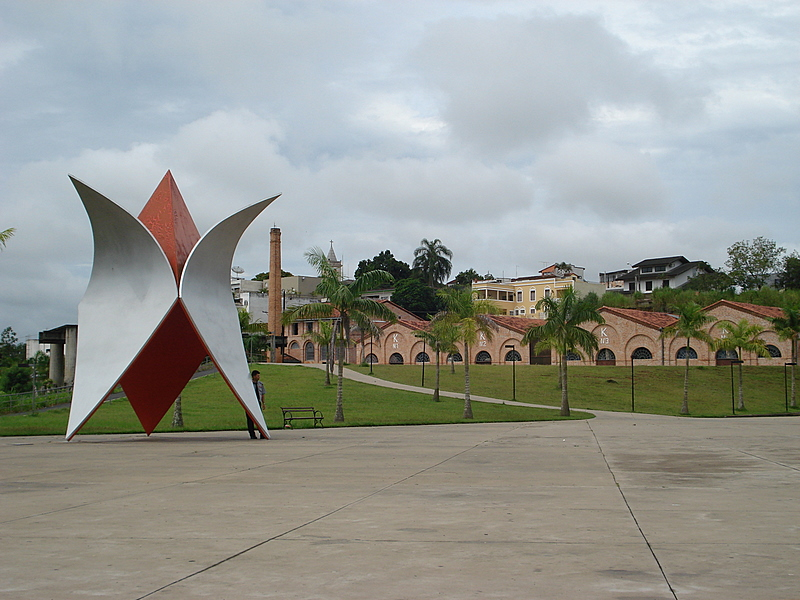
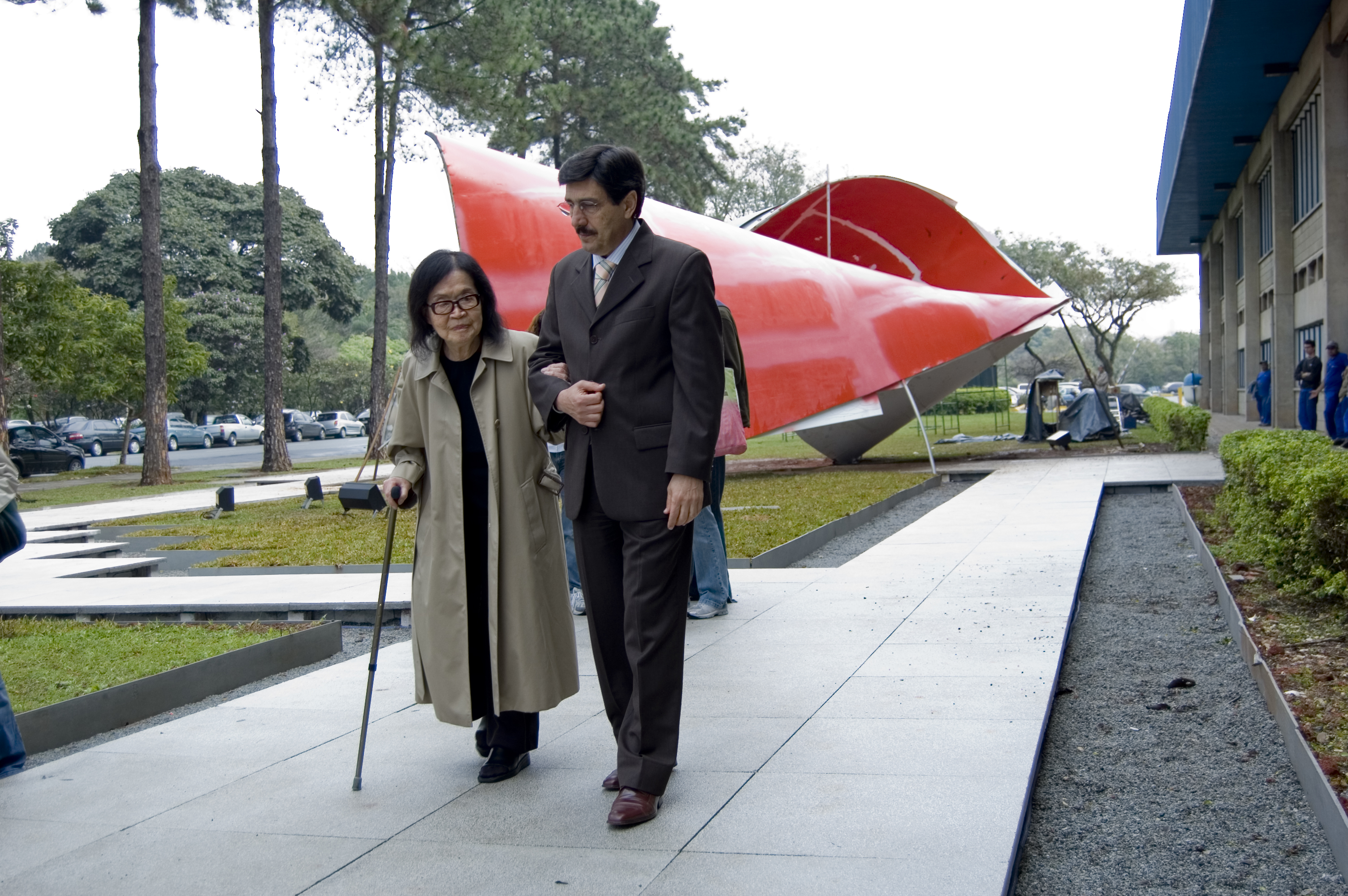
Sem Título (2008), Университет Сан-Паулу